# Zolakar (vattendrag)
Zolakar (armeniska: Զոլաքար) är ett vattendrag i Armenien. Det ligger i provinsen Gegharkunik, i den centrala delen av landet, 70 kilometer öster om huvudstaden Jerevan.
Trakten runt Zolakar består i huvudsak av gräsmarker. Runt Zolak'ar är det ganska tätbefolkat, med 72 invånare per kvadratkilometer.